# Jean Lucas (pilota automobilistico)
Jean Georges Raymond Lucas (Le Mans, 25 aprile 1917 – Saint-Martin-de-Ré, 27 settembre 2003) è stato un pilota automobilistico francese.

## Carriera
Partecipò in Formula 1 al solo Gran Premio d'Italia 1955 a bordo di una Gordini.
I suoi migliori risultati nell'automobilismo furono le vittorie ottenute a bordo di vetture sport Ferrari a Spa-Francorchamps nella 24 Ore e Montlhéry nel 1949. Giunse anche al terzo posto della Carrera Panamericana del 1956 in coppia con Luigi Chinetti.
Si ritirò dopo un incidente subito al Gran Premio del Marocco 1957.

## Risultati in Formula 1
| 1955 | Scuderia       | Vettura |  |  |  |  |  |  |     |  |  | Punti | Pos. |
| ---- | -------------- | ------- |  |  |  |  |  |  | --- |  |  | ----- | ---- |
| 1955 | Equipe Gordini | T32     |  |  |  |  |  |  | Rit |  |  | 0     |      |

| Legenda | 1º posto     | 2º posto | 3º posto    | A punti         | Senza punti/Non class.  | Grassetto – Pole position Corsivo – Giro più veloce |
| Legenda | Squalificato | Ritirato | Non partito | Non qualificato | Solo prove/Terzo pilota | Grassetto – Pole position Corsivo – Giro più veloce |